# Streptocarpus prostratus
Streptocarpus prostratus là một loài thực vật có hoa trong họ Tai voi. Loài này được (Humbert) B.L. Burtt miêu tả khoa học đầu tiên năm 1967.